# عموري مبارك
عموري مبارك (1951 - 14 فبراير 2015)، هو مغني مغربي من مواليد سنة 1951 في قرية اركيتن بنواحي تارودانت. يُعتبر من أيقونات الفن الموسيقي الأمازيغي الحديث لدرجة انه لقب بمُجدد الأغنية الأمازيغية.

## نشأته
ولد عموري مبارك عام 1951م في قرية صغيرة بالأطلس الكبير قرب تارودانت. وقيل انه كان يغني في صغره عندما كان راعيا لقطيع الأسرة في الحقول المحيطة بالقرية. وفي سن الثامنة ومع الموت المفاجئ لوالديه أجبر على ترك قريته والذهاب إلى دار الأيتام بتارودانت. هناك تابع دراسته باللغتين الفرنسية والعربية، مما أفقده القدرة على استخدام لغته الأم.

## بدايته الفنية
التقى في الثانوية بمجموعة من الشباب الموسيقي ما زاد من تعلقه بالموسيقى فشكل سنة 1969 مجموعة موسيقية صغيرة، سماها مجموعة الطيور، وكانت تغني باللغة الفرنسية. وفي أواخر الستينيات، غادر تارودانت للعمل في أكادير وكانت مجموعة ناس الغيوان في ذلك الوقت تؤثر بشكل كبير على المجموعات الموسيقية الشعبية. انضم عموري لأصدقاء في تزنيت ليشكل فرقة جديدة، سميت بThe Souss Five والتي تغني باللغة العربية. فكانت فرصة عموري امبارك للتوفيق بينها وبين الأغاني الموروثة من المراعي خلال طفولته. بعد ذلك ولدتمجموعة اوسمان التي تعني البرق باللغة الامازيغية.
في سنة 1978 وبعد خمس سنوات من النجاح الرائدة بالمشاركة في مهرجانات وحفلات أوروبية، قرر عموري مغادرة المجموعة للعزف والغناء بمفرده. سجل عموري العديد من الالبومات جمع من خلالها الإيقاعات التقليدية والحديثة وتطرق لمواضيع تهم الهوية الأمازيغية، الحب والمنفى.

## ألبومات
| سنة  | ألبوم                          |
| ---- | ------------------------------ |
| 2015 | أناروز إيفاو                   |
| 2006 | أفولكي                         |
| 1999 | اني كرا (مع علي شوهاد - أرشاش) |
| 1994 | أزمز إروفان                    |
| 1993 | مامزاك إن                      |
| 1992 | ساقسا أمانار                   |
| 1987 | جانبي                          |
| 1984 | إكيك ن صيف                     |
| 1983 | أمنزوي غ وجديك                 |
| 1980 | مامنك أو ريالا                 |
| 1978 | نكي ديك أنمون                  |
| 1976 | تاكنداوت (مجموعة أوسمان)       |

## مقاطع موسيقية

### من ألبوم سنة 1978 - نكي ديك أنمون
| رقم | مقطع         |
| --- | ------------ |
| 1   | نيك ديك      |
| 2   | تاغلاغالت    |
| 3   | إسكسيتن      |
| 4   | واياهو       |
| 5   | اوزتي ن للوز |
| 6   | إزوا إفري    |
| 7   | أمطا ن أول   |

### من ألبوم سنة 2006 - أفولكي[2]
| رقم | مقطع                   |
| --- | ---------------------- |
| 1   | مانزاك ايان اغ دي ساول |
| 2   | ايفيس                  |
| 3   | أمود إروان             |
| 4   | أمارك ن دونيت          |
| 5   | أجديك ن تايري          |
| 6   | أنهاتاف                |

## حفلات موسيقية
2010
- مهرجان في ساحل أكادير - غشت 2010
- مساء الأمازيغية (في مجمع محمد الخامس الرياضي) في الدار البيضاء - غشت 2010 [3]
- مهرجان أمزواغ في إيمي ن تانوت - يوليوز 2010
- مهرجان ايجودار في إيدا اوكنيديف - يوليوز 2010
- الطبعة 6 من مهرجان الثقافة الأمازيغية بفاس - يوليوز 2010 [3]
- مهرجان إكلان في ورزازات - أبريل 2010 [4]

2009
- مهرجان أوتار - مارس 2009 [1]

2008
- مهرجان إمعشار بتزنيت

2006
- مهرجان الأمازيغ والبربر في لاس بالماس بجزر الكناري.
- مهرجان تيميتار بأكادير، المغرب

## وفاته
توفي الفنان في 14 فبراير 2015 بعد صراع مع مرض السرطان الذي أوقف مساره الفني.

## وصلات خارجية
- عموري مبارك على موقع ميوزك برينز (الإنجليزية)
- عموري مبارك على موقع أول ميوزيك (الإنجليزية)
- Ammouri-Mbarek.com Official website (French).
- Azawan, Ammouri Mbarek Biography
- Ammouri Mbarek على يوتيوب